# Griechische Kultur
Die griechische Kultur war die Kultur des antiken Griechenland. Ihre Verbreitungsgebiete waren sowohl die griechische Halbinsel und die Inseln der Ägäis als auch die Westküste Kleinasiens (Ionien) und Süditaliens (Magna Graecia) sowie in späterer, hellenistischer Zeit die griechischen Einflussgebiete infolge der Feldzüge Alexanders des Großen: das ptolemäische Ägypten mit der Hauptstadt Alexandria, die Athen als Kulturzentrum ablöste, das seleukidische Syrien mit der Hauptstadt Antiochia, bis hin zum Graeco-baktrischen Reich und sogar dem Graeco-indischen Reich.
Ein einziger Artikel kann die vielfältigen Dimensionen der griechischen Kultur kaum berücksichtigen. Darum beleuchten mehrere Hauptartikel diejenigen Themen, welche das westliche Weltbild nachhaltig geprägt haben:
- Griechische Mythologie, mit den Geschichten von großen Helden
- Griechische Literatur, mit einer jahrhundertelangen Rezeption in Mitteleuropa
- Griechische Kunst, beginnend bei der mykenischen Kultur
- Griechische Musik, vielseitig und regional sehr unterschiedlich
- Theater der griechischen Antike über einen Zeitraum von nahezu tausend Jahren.

Viele sportliche Wettbewerbe und wissenschaftliche Erkenntnisse von heute gehen direkt auf das antike Griechenland zurück:
- Olympische Spiele der Antike, abgehalten von 776 v. Chr. bis 393 n. Chr.
- Astronomie im antiken Griechenland, als Himmelskunde und Beginn der Naturwissenschaft
- Griechische Naturwissenschaft, mit ersten mathematischen Berechnungen.

Die Basis für diese kulturellen Leistungen ist gegliedert und beschrieben:
- Griechische Schrift, die erste Alphabetschrift im engeren Sinne
- Griechische Sprache, mit einer Schrifttradition über 3400 Jahre
- Griechische Religion, mit der orthodoxen Kirche und den Klöstern
- Naturphilosophie, in unserem Kulturkreis Ausgangspunkt der antiken Philosophie
- Griechische Philosophie mit Sokrates, Platon und Aristoteles.

Dabei könnte die Philosophie sehr gut auch an den Anfang aller Hauptartikel gestellt werden, denn die gewählte Reihenfolge der Dimensionen ist in keiner Weise wertend.